# منتخب بيلاروس لكرة السلة للسيدات
منتخب بيلاروس الوطني لكرة السلة للسيدات هو المنتخب الذي يمثل بيلاروسيا في منافسات كرة السلة الدولية للنساء، والذي يقوم اتحاد بيلاروس لكرة السلة بإدارة شؤونه، أبرز إنجازاته هو فوزه بالمركز الثالث في بطولة أوروبا لكرة السلة للنساء في سنة 2007، ويحتل المركز العاشر في تصنيف فيبا لكرة السلة.

## وصلات خارجية
- الموقع الرسمي لفيبا فرع بيلاروسيا